# Mesocricetus
Mesocricetus és un gènere de rosegadors de la família dels cricètids. La seva distribució s'estén pel sud-est d'Europa i l'oest d'Àsia. Aquest grup conté quatre espècies vivents i una d'extinta, que són força més petites que l'hàmster comú. Es tracta de cricetins de cos compacte, potes curtes, peus petits, orelles relativament grosses i una cua molt curta. El nom genèric Mesocricetus significa ‘hàmster del mig’ en llatí.